# تشكيل هيدروليكي
التشكيل الهيدروليكي هو إحدى الوسائل الفعالة لتشكيل المعادن المرنة مثل الألومنيوم والنحاس والفولاذ المقاوم للصدأ إلى قطع خفيفة الوزن، وجعلها قاسية وقوية هيكلياً. يُستخدم التشكيل الهيدروليكي في صناعة السيارات وتكوين المعادن المستخدمة في صناعتها أقوى وأخف وزناً، وجعلها أكثر صرامة للمركبات. هذا التشكيل يملك شعبية عاليّة في رياضيات السيارات والدراجات، وأيضا كثيراً ما يُستخدم في تشكيل أنابيب الألمنيوم لإطارات الدراجات الهوائية.
التشكيل المعدني يقوم من خلال تليين المعدن بوضعه في قالب تحت ضغط السائل الهيدروليكي للضغط عليه مستعيناً بدرجة الحرارة حتى يلين. ويتم صناعة إطار القالب من خلال الألمنيوم، يتم وضع أنبوب مجوف من الألمنيوم داخل القالب بحسب الشكل المُراد به. ثم يتم ارتفاع ضغط المضخات الهيدروليكية ثم حقن السائل الهيدروليكي تحت ضغط عالٍ جداً داخل قالب الألمنيوم الذي يؤدي إلى تشكيل المعدن حسب شكل الإنبوب حتى يطابقه. ثم تتم إزالة الألمنيوم هيدروليكياً من القالب. تقريباً جميع المعادن بالإمكان تشكيلها هيدروليكياً بما في ذلك الألمنيوم والنحاس والكربون والفولاذ المقاوم للصدأ، والنحاس، والسبائك عالية القوة.